# Łabędź (Szałstry)
Łabędź (niem. Labens, 1938–1945 Gulben) – nieoficjalny przysiółek wsi Szałstry w Polsce położona w województwie warmińsko-mazurskim, w powiecie olsztyńskim, w gminie Jonkowo. W latach 1975-1998 miejscowość administracyjnie należała do województwa olsztyńskiego.
Osada na południowy zachód od wsi Szałstry widoczna na mapie z 2008 r. i oznaczone jako Łabędź, 12 km na zachód od Jonkowa. Brak w bazie TERYT (stan: sierpień 2013 r.), jednak na mapie satelitarnej widoczne są zabudowania. Jako osada wymieniana była w 2005 r. w wydawnictwach regionalnych.

## Historia
Osada istniała już w XIV w., 5 października 1374 r. Prus Hanko de Gulben (Hannikony de Littow) zakupił od kapituły warmińskiej folwark obejmujący 6 łanów na prawie chełmińskim. Nazwa folwarku - Gulben - powstała od nazwiska nabywcy. Polska nazwa jest tłumaczeniem pierwotnej, staropruskiej nazwy. W kwietniu 1544 r. Peter Plaff, starosta olsztyński, otrzymał od kapituły warmińskiej dobra ziemskie w Łabędziu (Gulben) (a także 7 włók w Gotkach), lokowane na prawie magdeburskim. W dawnych dokumentach osada zapisywana jako Golben (1564, 1673), Labetz (1656), Labęc (1755), Labenz (1772), Labens (od XVIII w., początkowo równocześnie z nazwą Golben).
W 1905 r. mieszkało w osadzie 9 osób, w 1910 - pięć. We wrześniu 1928 r. zmieniono status osady z obszaru dworskiego na wiejski i włączyły do gminy Szałstry. W 1938 r. ówczesne władze niemieckie zmieniły urzędowa nazwę miejscowości z Labens na Gulben.